# عزیزالله جوینی

## زندگی‌نامه
در ۲ آذر ماه سال ۱۳۰۴ در روستای کلاته علی در نزدیکی شهر اسفراین به دنیا آمد. وی تحصیلاتش را تا دوره دکترا ادامه داد و در حوزه ادبیات فارسی و عربی، تلاش‌های بسیاری انجام داد. وی همچنین استاد بازنشسته دانشکده ادبیات دانشگاه تهران بود.

### شاهنامه فلورانس
عزیزالله جوینی شاهنامه فلورانس، نسخه خطی موزه فلورانس را در هشت جلد تصحیح کرده که انتشارات دانشگاه تهران ۷ جلد را زیر نظر استاد چند بار منتشر کرده است و جلد هشتم پس از ۱۲ سال از فوت دکتر جوینی به کوشش علی عشایری و نظارت دکتر مصطفی موسوی بر اساس دستنوشته‌های باقی‌مانده از دکتر جوینی، در اردیبهشت ۱۴۰۴ منتشر شد. این نسخه از شاهنامه ناتمام است و تقریباً شامل نیمی از متن اثر است.

### درگذشت
دکتر جوینی به دلیل خونریزی دستگاه گوارشی در بیمارستان بستری شد وی بعد از کمای سه‌روزه در پی خون‌ریزی داخلی، حدود ساعت ۲ بامداد چهارشنبه، ۲۵ بهمن سال ۱۳۹۱ در بیمارستان تهران کلینیک از دنیا رفت. و در قطعه نام آوران بهشت زهرا به خاک سپرده شد

### سالشمار زندگی
۱۳۰۴ ش: تولد ۲ آذرماه، در روستایی پایین جلگه اسفرآیین. (اسفراین)
۱۳۱۰ ش: آغاز آموزش نزد مکتب خانه پدر با کتا بهای قرآن و گلستان سعدی.
۱۳۱۱ ش: فوت مادر، خانم گلستان جوینی.
۱۳۱۳ ش: تحصیل در ده تاریخی ادکان و رفتن به مدرسه و نشستن در کلاس سوم پس از
آزمونی که مدیر مدرسه آقای شیخ عبدالحسین شکوهی (نظری) به عمل آورد.
۱۳۱۶–۱۹ ش: فراگیری حرفه خیاطی و شاگردی مغازه ای درروستای اندیهٔ جوین.
۱۳۲۱ ش: فوت پدر، آقای حجت ا… جوینی.
۱۳۲۴ ش: سفر به مشهد مقدس برای کسب علوم حوزوی 
۱۳۲۴–۲۹ ش: تحصیل در مدرسه میرزا جعفر مشهد مقدس با هدایت و ارشادات آقای
شاهچراغی، اهل نیشابور و معروف به سید نیشابوری تا مرحله درس خارج.
۱۳۲۹–۳۰ ش: تحصیل دروس علوم جدید به صورت متفرقه آزاد در آموزشگاه شبانه
مستوفی تا سیکل اول به توصیه شیخ هاشم قزوینی.
۱۳۳۰ ش: استخدام در وزارت فرهنگ خراسان پس از گرفتن سیکل اول و با اجازه میرزا
جواد آقا تهرانی.
۱۳۳۵ ش: دریافت سه دیپلم – علمی، دانشسرا و ششم ادبی.
۱۳۳۵ ش: پذیرفته شدن در دانشگاه تهران و انصراف به دلیل مشکلات انتقال آموزگاران به
تهران.
۱۳۳۹ ش: دریافت لیسانس زبان و ادبیات فارسی از دانشگاه مشهد مقدس.
۱۳۳۹ ش: ازدواج با خانم فروغ طاهری.
۱۳۴۱ ش: ۱ دی ماه، تولد اولین فرزند (سیامک جوینی، مدرس زبان انگلیسی).
۱۳۴۲ ش: ۲۸ اسفندماه، تولد دومین فرزند (کیومرث جوینی، دکترا).
۱۳۴۶ ش: سفر به تهران برای ادامه تحصیلات تکمیلی.
۱۳۴۸ ش: دریافت فوق لیسانس زبان و ادبیات فارسی از دانشگاه تهران.
۱۳۵۰ ش: دریافت دانشنامه دکتری زبان و ادبیات فارسی از دانشگاه تهران با درجه ممتاز.
۱۳۵۰ ش: ۱۹ خرداد ماه، تولد سومین فرزند (دکتر مازیار جوینی، پزشک تاریخ درگذشت ۵ بهمن 1393).
۱۳۵۰–۸۲ ش: تدریس زبان و ادبیات فارسی در دانشگاه تهران.
۱۳۷۰–۷۲ ش: سفر به لهستان و تدریس زبان و ادبیات فارسی در انستیتوی خاورشناسی
دانشگاه لهستان.
۱۳۷۵ ش: تألیف خلاصه خمسه حکیم نظامی گنجوی اثر نظامی گنجوی، تصحیح دکتر
عزیزا… جوینی، چاپ سوم. اثر حاضر به عنوان کتاب سال مورد تشویق قرار گرفته‌است.
۱۳۷۶ ش: تصحیح کتاب تفسیر نسفی (دوره دو جلدی) اثر امام ابو حفص نجم الدین عمر
بن محمد نسفی، چاپ اول.
۱۳۷۷ ش: تصحیح کتاب فرهنگ مصادراللغه (عربی به فارسی، بخش ثلاثی مزید فیه)، اثر
.(ابوجعفر احمد بن علی، چاپ دوم، (چاپ اول 1362 
۱۳۷۸ ش: تصحیح و شرح واژگان کتاب فرهنگ مجموعه الفرس (فارسی به فارسی) تألیف
.(ابوالعلاء عبدالمومن جاروتی، معروف به صفی کحال، چاپ دوم، (چاپ اول 1356 
۱۳۷۸ ش: تصحیح کتاب مفردات قرآن، مؤلف قرن پنجم نامعلوم، چاپ دوم، (چاپ اول
.(1359 
۱۳۸۲ ش: بازنشستگی از دانشگاه.
از دستنویس موزه فلورانس (دوره پنج جلدی) اثر حکیم «شاهنامه» ۱۳۸۲ ش: تصحیح
.(ابوالقاسم فردوسی، چاپ دوم، (چاپ اول 1377 
۱۳۸۲ ش: داستان رستم و سهراب (از دستنویس موزه فلورانس، محرم ۶۱۴)، گزارش
واژگان دشوار و برگردان همه ابیات بفارسی روان، چاپ اول.
از دستنویس موزه فلورانس (دوره پنج جلدی، جلد چهارم)، اثر «شاهنامه»: ۱۳۸۴ ش
حکیم ابوالقاسم فردوسی، گزارش واژگان دشوار و برگردان همه ابیات بفارسی روان، چاپ
اول.
۱۳۸۴ ش: نبرد اندیشه‌ها در داستان رستم و اسفندیار (از دستنویس لنینگراد)، اثر حکیم
ابوالقاسم فردوسی، گزاش واژگان دشوار و برگردان همه ابیات بفارسی روان، چاپ دوم، چاپ
اول. 1374 
۱۳۸۵ ش: تصحیح کتاب نهج البلاغه (با ترجمه فارسی قرن پنجم و ششم) چاپ دوم، ((چاپ اول 1377 
از دستنویس موزه فلورانس (دوره پنج جلدی، جلد دوم)، اثر حکیم «شاهنامه»: ۱۳۸۵ ش
ابوالقاسم فردوسی، گزارش واژگان دشوار و برگردان همه ابیات بفارسی روان، چاپ دوم، ((چاپ اول 1377 
از دستنویس موزه فلورانس (دوره پنج جلدی، جلد سوم)، اثر حکیم «شاهنامه»: ۱۳۸۵ ش
ابوالقاسم فردوسی، گزارش واژگان دشوار و برگردان همه ابیات به فارسی روان، چاپ دوم
.((چاپ اول 1380 
۱۳۸۸ ش: تألیف داستان فرود سیاوش به نثر.
۱۳۸۸ ش: تألیف داستان زال و رودابه به نثر.
۱۳۹۰ ش: تألیف داستان بیژن و منیژه به نثر.
۱۳۹۱ ش: ۲ نیمه شب چهارشنبه ۲۵ بهمن ماه، درگذشت در بیمارستان تهران کلینیک به علت بیماری سرطان کبد.

## تالیفات
دکتر جوینی بیش از ۸۰ مقاله در حوزه‌های مختلف ادبیات نقد و منتشر کرده‌است. وی همچنین ترجمه‌های بسیاری از عربی و انگلیسی به زبان فارسی دارد.
از میان کتاب‌های او به این عنوان‌ها می‌توان اشاره کرد:
- «تصحیح و شرح فرهنگ مجموعه الفرس»
- «تصحیح مفردات قرآن»
- «تصحیح تفسیر نسفی» (ترجمه‌ای کهن از قران به فارسی موزون و مسجع)
- «تصحیح فرهنگ مصادره اللغله»
- «تصحیح نهج‌البلاغه»

جوینی تصحیح جلد هفتم شاهنامه فردوسی را از روی نسخه موزه فلورانس به سرانجام رساند. دکتر جوینی در جلد هفتم که شامل داستان بیژن و منیژه است کوشیده بود تا همان شیوه مجلدهای قبلی را دنبال کند و از این رو به شرح واژگان دشوار و برگردان همه ابیات در شاهنامه پرداخت:
- «شرح واژگان دشوار و برگردان همه ابیات شاهنامه» (از دست‌نویس موزه فلورانس)
- «نبرد اندیشه‌ها در داستان رستم و اسفندیار»
- «داستان زال و رودابه» (از دست‌نویس موزه فلورانس)
- «داستان فرود سیاوش» (از دست‌نویس موزه فلورانس)
- «داستان بیژن و منیژه»
- «داستان رستم و سهراب» (از نسخه فلورانس)

## اظهارات دیگران
دکتر سجاد آیدنلو (شاهنامه پژوه، مدرس دانشگاه پیام نور ارومیه و از دوستان نزدیک دکتر جوینی): به نظر من اهمیت دکتر جوینی و نقش ایشان در شاهنامه‌شناسی در دو نکته است: 
نخست این که وی اولین کسی بود که به چاپ حروفی و مقطعی دست‌نویس‌های شاهنامه همت گماشت.
دومین ویژگی منحصر به دکتر جوینی، فضل تقدم آغاز شرح‌نویسی کامل شاهنامه است. ایشان نخستین کسی بود که شاهنامه را از بیت اول به بعد حروف چینی و شرح کرد.